# Afonso Nogueira
D. Afonso Nogueira, CRSJE (? - Alenquer, Outubro de 1464) foi um dos fundadores dos Lóios, prior de São João da Praça (1432), protonotário apostólico (1442-1451) e membro do conselho do rei (1449-1459), bem como bispo de Coimbra (1453-1459) e mais tarde arcebispo de Lisboa (1459-1464. Era senhor do morgado de Santa Ana, em São Lourenço de Lisboa, que lhe pertencia após a morte do irmão, tendo renunciado a favor da sua irmã Violante Nogueira.

## Biografia
D. Afonso era filho de Afonso Anes Nogueira, alcaide-mor de Lisboa, e de Joana Vaz de Almada (filha de Vasco Lourenço de Almada).
Terá nascido na capital pelos anos de 1399.
"Cedo de  sinco o  livrou  Deus  de  hú  perigo  terrível:  andava  brincado  pela  casa  com aquella  inquietação  innocente,  própria  da  primeira idade, &  encostando-se  ao  parapeito  de  hõa  janela, faltando lhe  o  arrimo, cahio  precipitado. Era  a  janela  tão  alta; & a criaturinha tão téra q todos o julgàvão não só morto mas despedaçado :  gritou  a  mãy  atraveílada  de  dòr corrèrão  os criados  cheyos  de  comiseração sentimento &  acharão  o menino  ileso & muito  alegre dizendo, q  o  sustentara  nos  braços  outro  menino  como  elle, seria  como  elle  na  apparencia, não  na  realidade porq  fé  duvida  era  o  Anjo  da  sua  guarda."
Se aplicou na Universidade de Lisboa ao estudo da retórica e na filosofia.
Obteve o título de doutor em leis pela universidade de Bolonha, tendo mais tarde ingressado na Congregação dos Cónegos Seculares de São João Evangelista (os Lóios), em Vilar de Frades, da qual foi membro fundador.
No final de 1439, na sequência do acordo estabelecido nas cortes de Lisboa, obteve a missão encomendada pelo Infante D. Pedro, Duque de Coimbra de ir junto da rainha D, Leonor, que se encontrava em Alenquer, para que esta desse a sua concordância as decisões aí tomadas e que permitisse a presença do jovem rei D. Afonso V de Portugal, seu filho, nas cortes.
Em 1442 infante D. Pedro, duque de Coimbra, já na qualidade de regente do Reino de Portugal, conseguiu junto do papa, que o Hospital/Convento de Santo Elói situado em Lisboa, fosse agregado àquela Congregação. D. Afonso Nogueira, por indicação do bispo de Viseu, assume então a direcção deste estabelecimento. Aqui praticou acções de caridade junto dos enfermos, moribundos e pobres, acudindo no alívio aos mais necessitados.
O Papa Nicolau V fê-lo bispo de Coimbra em 1453, e por ocasião da morte do cardeal Jaime de Portugal em Florença, em Agosto de 1459, foi D. Afonso designado novo arcebispo de Lisboa em 17 de Setembro de 1459.
Em 1463, no lugar de Carnide, no termo de Lisboa, um jovem de nome Pero Martins afirmou ter visto Nossa Senhora em sonhos, com o Menino Jesus ao colo segurando uma vela ou uma lamparina. A partir daí, difunde-se o culto de Nossa Senhora da Luz, tendo no ano seguinte o arcebispo D. Afonso lançado a primeira pedra da Igreja de Nossa Senhora da Luz, em Carnide, diante do rei D. Afonso V e demais membros da Corte.
No ano seguinte, começando a grassar a peste na capital, o arcebispo D. Afonso recolheu-se à vila de Alenquer, em busca de melhores ares; contudo, viria aí a falecer, em Outubro de 1464.
Há historiadores de arte que defendem que é uma das personagens presentes nos enigmáticas Painéis de São Vicente de Fora.